# Operador unitario
En análisis funcional un operador unitario es un operador lineal U : H → H en un espacio de Hilbert que satisface:
{\displaystyle U^{*}U=UU^{*}=I}
donde U∗ es el operador adjunto de U, y I : H → H es el operador identidad. Es equivalente a lo siguiente:
1. El rango de U es un conjunto denso, y
2. U conserva el producto escalar 〈  ,  〉 en el espacio de Hilbert , i.e. para todo vector x e y en el espacio de Hilbert,

{\displaystyle \langle Ux,Uy\rangle =\langle x,y\rangle .}
Para comprender esto hay que tener en cuenta que el hecho de que U conserve el producto escalar implica que U es una isometría. El hecho de que U tenga un rango denso asegura que tenga inverso U−1. Está claro que U−1 = U∗.  
Además, los operadores unitarios son automorfismos del espacio de Hilbert i.e. preservan su estructura (en este caso, la estructura lineal del espacio, el producto escalar y por tanto la topología del espacio en el que actúan. El grupo de todos los operadores unitarios de un espacio de Hilbert dado H se denomina grupo de Hilbert de H, denotado Hilb(H)
La condición U∗U = I define la isometría. Otra condición U U∗ = I define la coisometría
Un elemento unitario es una generalización de un operador unitario. En una álgebra unitaria, un elemento U del álgebra se denomina unitario si:
{\displaystyle U^{*}U=UU^{*}=I}
donde I es el elemento identidad.

## Ejemplos
- La función identidad es trivialmente un operador unitario

- Rotaciones en R2 son los ejemplos más simples no triviales de operadores unitarios. Las rotaciones no cambian la longitud de un vector o el ángulo entre dos vectores. Este ejemplo se puede generalizar a Rn.

- En el espacio vectorial C de los números complejos, la multiplicación por un número de norma 1, es decir, un número de la forma ei θ para θ ∈ R, es un operador unitario. θ se denomina la fase y a esta multiplicación se denomina multiplicación por una fase. Nótese que el valor de θ módulo 2π no afecta al resultado de la multiplicación, de modo que los operadores unitarios en C están parametrizados en una circunferencia. El grupo correspondiente se denomina U(1).

- En general, las matrices unitarias son precisamente los operadores unitarios en espacios de Hilbert de dimensión finita, de modo que la noción de operador unitario es la generalización de matriz unitaria. Las matrices ortogonales son un caso particular de matrices unitarias en las cuales todas las entradas son reales (son los operadores unitarios en Rn).

- El operador de Fourier es un operador unitario, i.e. el operador que efectúa la transformada de Fourier (con la normalización adecuada). Esto se sigue de la identidad de Parseval.

- Los operador unitarios son empleados en representaciones unitarias.

## Valores propios
Como consecuencia de su definición, los valores propios de un operador unitario son fases, es decir, números complejos de módulo unidad.

### Demostración
Sea {\displaystyle |a\rangle \,\!} un vector propio de A con valor propio {\displaystyle \lambda \,\!}. Consideremos que hemos construido una base ortonormal de forma que {\displaystyle \langle a_{i}|a_{j}\rangle =\delta _{ij}\,\!} . Entonces tenemos que:
{\displaystyle \langle a|a\rangle =1\,\!}; podemos introducir la identidad {\displaystyle A^{\dagger }A=I\,\!}
{\displaystyle \langle a|A^{\dagger }Aa\rangle =1\,\!}; pasamos al bra el operador de la izquierda complejo-conjugado
{\displaystyle \langle Aa|Aa\rangle =1\,\!}; aplicamos que {\displaystyle A|a\rangle =\lambda |a\rangle \,\!}
{\displaystyle \langle \lambda a|\lambda a\rangle =1\,\!}; sacamos los valores propios teniendo en cuenta que el de la izquierda sale complejo-conjugado
{\displaystyle \lambda ^{*}\lambda \langle a|a\rangle =1}; como son ortonormales
{\displaystyle \langle a|a\rangle =1\,\!}
Entonces {\displaystyle |\lambda |^{2}=1\,\!}; de donde deducimos que el valor propio debe ser una fase: {\displaystyle \lambda =e^{i\phi }\,\!}

## Implicaciones en la mecánica cuántica
La aplicación en la mecánica cuántica se debe a que a ciertos operadores, como el operador de evolución temporal, se les exige que al aplicarlos sobre un estado dejen invariante la probabilidad. Esto es posible debido a que estos operadores son unitarios. Veamoslo:
Sea {\displaystyle |\psi (0)\rangle } el estado inicial de un cierto sistema cuántico en notación bra-ket. El estado evolucionado en un tiempo t vendrá dado por la actuación del operador de evolución temporal {\displaystyle U(t)=e^{-\mathrm {i} Ht/\hbar }} de forma que
{\displaystyle |\psi (t)\rangle =U(t)|\psi (0)\rangle }.
Como {\displaystyle U(t)\,\!} es un operador unitario se cumple que {\displaystyle U(t)^{\dagger }U(t)=U(t)U(t)^{\dagger }=I}. Entonces:
{\displaystyle \langle \psi (t)|\psi (t)\rangle =\langle U(t)\psi (0)|U(t)\psi (0)\rangle =\langle \psi (0)|U(t)^{\dagger }U(t)\psi (0)\rangle =\langle \psi (0)|\psi (0)\rangle }
- Datos: Q1972470